# São Pedro (Osasco)

São Pedro  é um bairro localizado no município de  Osasco, São Paulo, Brasil. Um dos grandes times de lá é o Pingo de Luz, a melhor equipe é 97/98 e maioria dos jogadores estudam no E.E. Profº José Jorge
O grande adensamento provocado pelos lançamentos imobiliários no bairro traz transtornos, como o trânsito, grande lotação nas linhas de ônibus, falta de vagas em creches e descarte irregular de lixo e entulho, principalmente nas ruas sem asfalto existentes no bairro. Devido a esses problemas, moradores dos novos condomínios passaram a reivindicar melhorias, o que levou o prefeito Jorge Lapas, seus secretários e alguns vereadores a visitar o bairro em Março de 2014 e prometer rápida solução para os problemas que mais afetam os moradores.
Este bairro contem uma grande quantidades de moradores sem casa (Comunidade) que se apossam de terrenos abertos sem construção.